# 라시드 수냐에프
라시드 알리에비치 수냐에프 ( Rashid Alievich Sunayev, 타타르어: Рәшит Гали улы Сөнәев, 러시아어: Раши́д Али́евич Сюня́ев ; 1943년 3월 1일 소련 타슈켄트 출생)은 소련과 러시아의 타타르계 천체물리학자이다. 그는 1966년 모스크바 물리 및 기술 연구소 (MIPT)에서 석사 학위를 받고 1974년 MIPT 교수가 되었다. 수냐에프는 러시아 과학 아카데미의 고에너지 천체 물리학 부서장이었고 1992년부터 아카데미 우주 연구소의 수석 과학자였다. 그는 또한 1996년부터 독일 가르힝(Garching)에 있는 막스 플랑크 천체물리학 연구소의 소장을 역임하고 있으며, 2010년부터 미국 프린스턴에 있는 고등연구소의 자연과학 스쿨에서 모린-존 헨드릭스 특명 객원 교수로 재직하고 있다.

## 업적
수냐에프와 야코프 젤도비치는 초기 우주에서 밀도 변동의 진화에 대한 이론을 개발했다. 그들은 마이크로파 하늘과 은하의 대규모 분포에서 WMAP 및 기타 CMB 실험에 의해 명확하게 보여진 음향 변동의 패턴을 예측했다. 수냐에프와 젤도비치는 1970년 논문에서 "요동 스펙트럼에 대한 자세한 조사는 파장(질량)에 대한 섭동의 스펙트럼 밀도의 뚜렷한 주기적 의존성이 단열 섭동의 특징이기 때문에 원칙적으로 초기 밀도 섭동의 특성에 대한 이해로 이어질 수 있다."고 기술하였다. 그후 CMB 실험에 의하여 온도 및 편광 측정에서 이 독특한 규모를 확인했다. 대규모 구조 관측에서는 은하 군 측정에서 이러한 규모를 보았다.
모스크바 응용 수학 연구소(Moscow Institute of Applied Mathematics)의 야코프 젤도비치와 함께 그는 우주 마이크로파 배경 복사를 산란시키는 은하단의 가스와 관련된 전자로 인한 수냐에프-젤도비치 효과로 알려진 것을 제안했다.
수냐에프와 니콜라이 샤쿠라(Nikolay I. Shaakura)는 원반에서 블랙홀로 강착하는 모델을 개발했으며 블랙홀로 나선형으로 들어가는 물질의 X-복사에 대한 고유신호를 제안했다. 그는 수소의 재결합과 우주 마이크로파 배경 복사의 형성을 포함하여 초기 우주에 대한 중요한 연구에 협력했다. 그는 미르 우주정거장의 크반트-1 모듈에 부착된 엑스선 관측소와 GRANAT 궤도 엑스선 관측소를 운영하는 팀을 이끌었다. 크반트는 1987년 초신성에서 X선을 최초로 탐지했다. 그의 팀은 현재 Spectrum-X-Gamma 국제 천체 물리학 프로젝트를 준비 중이며 INTEGRAL 우주선 데이터로 작업하고 있다. 가르힝(Garching)에서 그는 이론적 고에너지 천체 물리학 및 물리 우주론 분야에서 일하고 있으며 ESA 플랑크 우주선 임무의 데이터 해석에 참여하고 있다.

## 명예와 상
- 1984년부터 러시아 과학 아카데미 회원
- 1988년 브루노 로시 상(Bruno Rossi Prize) 은 우주 X선 소스, 특히 블랙홀 주변의 강착 디스크 구조, 소형 물체의 X선 스펙트럼, 초신성 1987A의 경 X선 방출에 대한 Mir 기반 발견에 대한 공헌으로 수상했다.[7]
- 1991년부터 미국 국립과학원의 외국인 준회원
- 1995년 왕립천문학회 금메달[8]
- 2000년 천문학 분야에서의 평생의 탁월한 연구로 브루스 메달을 수상[9][10]
- 1990-1998년 GRANAT X선 및 감마선 천체 물리학 천문대를 사용한 블랙홀 및 중성자 별 연구로 2000년 러시아 연방 국가상[11]
- 2002년 은하단 방향의 우주 마이크로파 배경 복사의 밝기 감소에 대한 출판물로 러시아 과학 아카데미의 알렉산드르 프리드만 상을 수상[11]
- 천체 물리학 분야에서 뛰어난 업적으로 2003년 하이네만 상 수상[12]
- 2003년 우주 마이크로파 배경의 본질과 새로운 우주론적 모델로 이어진 간섭 물질과의 상호 작용에 대한 선구적인 연구로 우주론 분야의 Gruber Prize 수상[13]
- 2003년부터 독일 자연과학자 레오폴디나 아카데미 회원
- 2004년부터 네덜란드 왕립 예술 과학 아카데미의 외국인 회원[14]
- 2007년 이후 미국철학학회 국제회원[15]
- 고에너지 천체물리학 및 우주론에 대한 결정적인 공헌으로 2008년 크라포르드 상 수상[16]
- 2008년 헨리 노리스 러셀 강의직[17]
- 2008년 독일 천문학회의 카를 슈바르츠실트 메달[18]
- 2009년부터 왕립학회 외국인 회원
- 파이잘 국왕 국제 과학상(물리학) (2009)
- 교토 상 (2011)[19]
- 프랭클린 연구소(Franklin Institute)의 벤자민 프랭클린 물리학 메달(2012)[20]
- 아인슈타인 교수직 (2014) (중국과학원)
- 디랙 메달, (ICTP) (2019)[21] Viatcheslav Mukhanov 및 Alexei Starobinsky 와 공동으로
- 2019년 Nick Kylafis 강의직[22]

## 관련 기사
- Bhattacharjee, Y. (2009년 12월 31일). “In the Afterglow Of the Big Bang”. 《Science》 (American Association for the Advancement of Science (AAAS)) 327 (5961): 26–29. doi:10.1126/science.327.5961.26. ISSN 0036-8075. PMID 20044554.